# Parque São Rafael

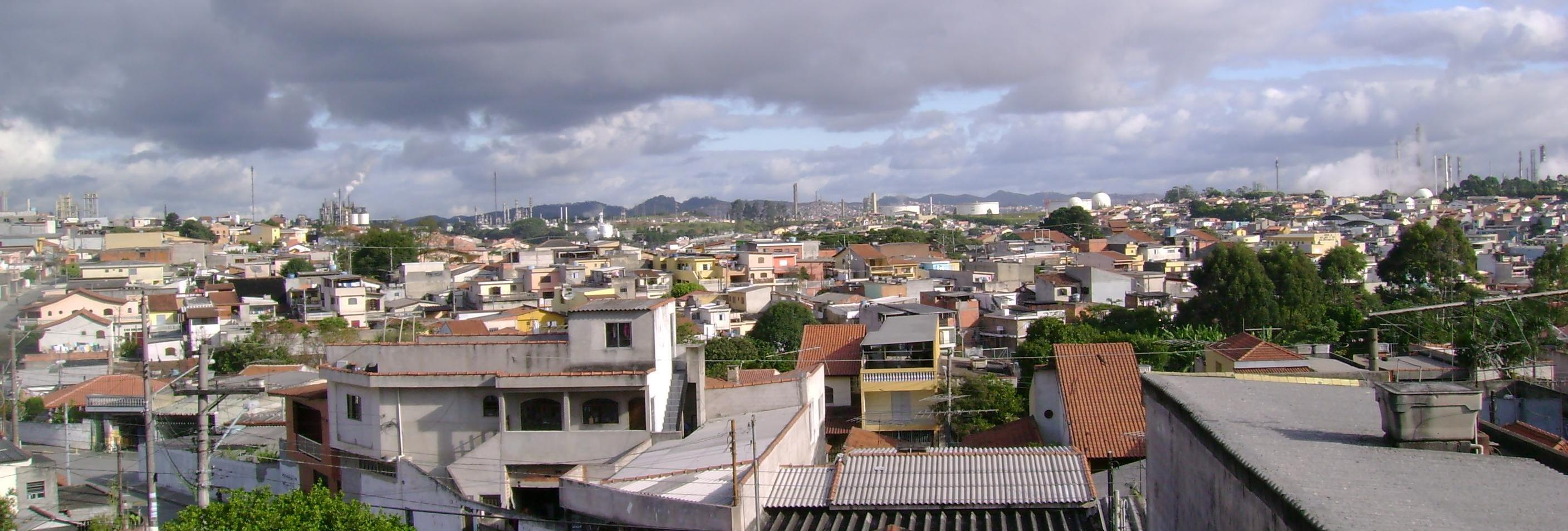
Panorâmica de parte do Parque São Rafael. Ao fundo, vê-se algumas indústrias do Pólo Petroquímico de Capuava.

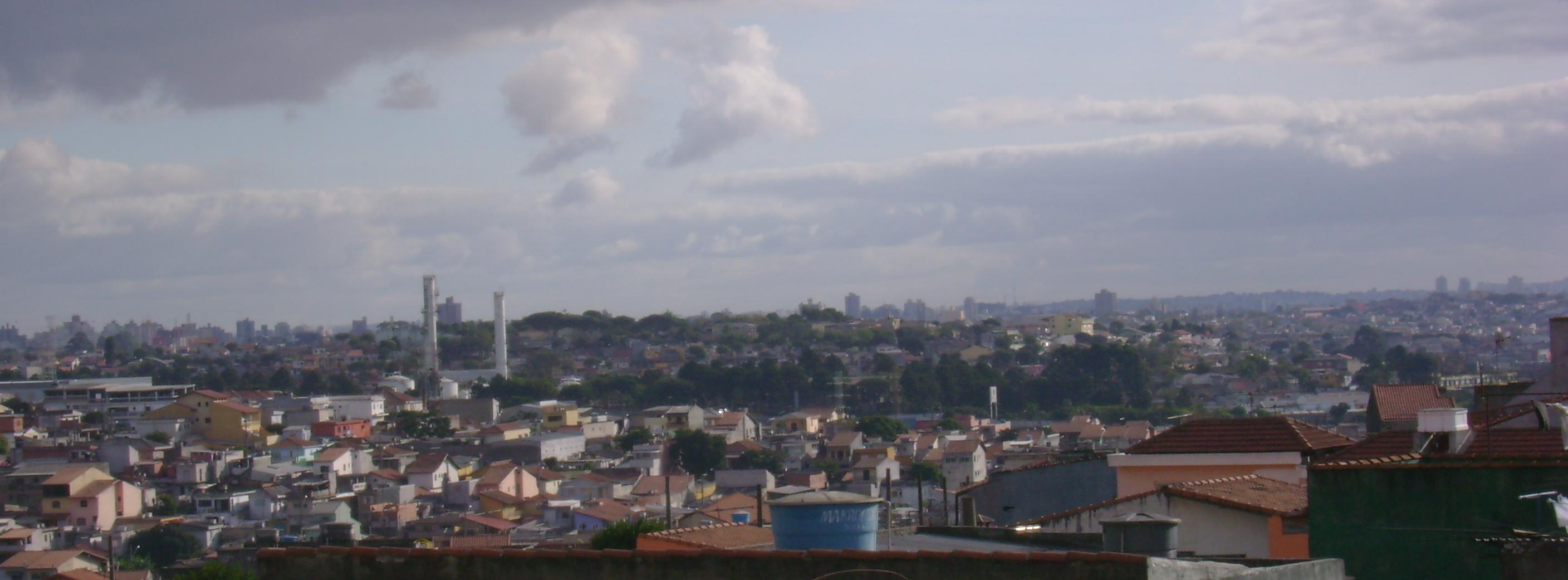
Outra panorâmica de parte do Parque São Rafael. Ao fundo, o Jardim Sônia Maria (Mauá) e Pq. Novo Oratório (Santo André). Em dias claros, é possível ver edifícios em Santo André e São Caetano do Sul.

O Parque São Rafael é o principal e mais antigo bairro do distrito de São Rafael, no extremo leste do município de São Paulo. Faz divisa com vários bairros menores do distrito como Jardim Buriti, Jardim Rodolfo Pirani, Vila Esther (ou Jardim Esther), Jardim Vera Cruz, Jardim Santa Adélia, Jardim Valquíria e também com o município de Mauá.
O bairro dista cerca de 25 quilômetros da praça da Sé, marco-zero do município e apenas oito quilômetros da região central do município de Santo André.
A ocupação do bairro começou ainda na década de 1960, quando amplas áreas foram loteadas em terrenos menores e vendidos sobretudo para famílias de trabalhadores que migravam de outras regiões do estado de São Paulo e de outros estados do Brasil para trabalhar nas indústrias da Região do Grande ABC Paulista num período de grande desenvolvimento econômico, dando ao Bairro características de classe-média e média-baixa.
No início dos anos 70 uma grande favela foi instalada pela prefeitura na divisa do Parque São Rafael com o Jardim Vera Cruz. Neste local, a administração municipal assentou moradores oriundos da Favela Vergueiro, que foi desocupada e mais tarde transformou-se na Chácara Klabin, bairro de alto padrão na Zona Sul de São Paulo, próximo à Vila Mariana.
Em 2004, de acordo com dados da Fundação Seade, o distrito de São Rafael (do qual o bairro Parque São Rafael é o mais populoso) possuía cerca de 136 mil habitantes. Entre 1991 e 2004 apresentou uma taxa média de crescimento populacional de 3,3% ao ano, uma das mais elevadas da Capital neste período. Tal crescimento deu-se sobretudo pela intensa ocupação das regiões limítrofes do distrito nos anos 90 por famílias de baixa renda, tanto aquelas que passaram a ocupar ilegalmente os terrenos, quanto aquelas que foram instaladas em conjuntos habitacionais construídos pelo poder municipal e estadual de São Paulo.

## Características

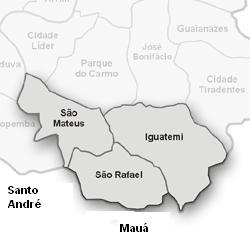
O distrito de São Rafael é um dos três distritos que formam a Subprefeitura de São Mateus, na Zona Leste de São Paulo.

Bairro com comércio mais forte da região, é cortado pela avenida Baronesa de Muritiba. Nela e no seu entorno se concentra praticamente todo o comércio e serviços: supermercados, padarias, casa lotérica, drogarias, lojas, serviços diversos além de escolas públicas e particulares.
Todavia, o bairro conta com apenas uma agência bancária (Itaú) e dois caixas eletrônicos 24 horas, e lhe falta uma agência dos Correios, fazendo com que as pessoas tenham que enfrentar longas filas para realizarem pagamentos nas casas lotéricas e em alguns estabelecimentos comerciais ou tenham que se deslocar para São Mateus, Mauá ou Santo André (Parque das Nações ou Centro) para pagarem contas e utilizarem serviços postais.
Embora a denominação das ruas tenha sido regularizada há décadas, ainda hoje os moradores costumam se referir aos logradouros pelos números atribuídos no início do loteamento, como "antiga 46", "antiga 48", "antiga 56" etc.
Por ser um bairro antigo e consolidado possui uma ocupação característica de classe média e média-baixa, com muitas casas e sobrados amplos, com quintais e em terrenos de mais de 100m². Muitas ruas são ocupadas apenas por residenciais e possuem alguma arborização, embora o bairro careça de mais áreas verdes.
O bairro possui uma topografia plana em sua maior parte, mas muitas famílias vivem em áreas de risco que se situam na beira de córregos.